# Castello di Coca
Il castello di Coca (in spagnolo: castillo de Coca) è una fortezza in stile gotico-mudéjar della città spagnola di Coca, in Castiglia e León (Spagna centrale), costruita sulle rovine di una preesistente fortezza romana tra il 1453 e la fine del XV secolo su progetto dell'architetto Alí Caro e per volere dell'arcivescovo di Siviglia e signore di Coca e Alaejos Alfonso de Fonseca. Fu in seguito la residenza dei duchi d'Alba, che rimasero proprietari dell'edificio fino alla metà degli anni cinquanta del XX secolo.
Considerato un capolavoro dell'arte militare mudéjar, ospita ora la Escuela Hogar de Capataces Forestales, scuola di agraria.

## Storia
Nel 1453 l'arcivescovo di Siviglia e signore di Coca e Alaejos Alfonso de Fonseca ottenne da re Giovanni II di Castiglia il permesso di costruire il castello. I lavori furono affidati all'architetto Alí Caro. La costruzione implicò nel 1462 un notevole esborso di moneta spagnola e portoghese. In seguito il castello fu venduto ai duchi d'Alba. Nel 1954 l'edificio fu ceduto dai signori d'Alba al Ministero dell'Agricoltura.

## Descrizione
Il castello è costruito principalmente in mattoni e, in misura minore, vi è la presenza di materiali quali l'argilla e il legno. Nell'architettura dell'edificio è evidente una commistione di stili, tipici sia dell'architettura militare europea, che di quella araba.
Il castello presenta una pianta quadrata con fossato, bastioni merlati e torrette poligonali.

### Torre del Homenaje
La Torre del Homenaje ospita al suo interno una cappella con due tavole, una raffigurante l'Annunciazione, l'altra la Crocifissione.

### Torre di Pedro Mata
Questa torre è nota per la particolarità acustica delle sue pareti, che consente di udire la voce da una stanza all'altra.

## Aneddoti
- Si racconta che i padroni del castello mettessero gioielli nei piatti dei commensali, offrendoli in regalo a questi ultimi[6]